# Estación de Chelas
La Estación Ferroviaria de Chelas es una estación ferroviaria situada en Lisboa, Portugal, integrada en dos segmentos de la red de la Refer — Línea de Cintura y Concordancia de Xabregas. Se localiza en la Calzada da Picheleira, entre la travesía de Chelas y la zona residencial da Picheleira. 
Actualmente no cuenta con servicio de pasajeros, siendo parada de algunas de las circulaciones de los servicios USGL de la “Línea de Sintra” y “Línea de Azambuja”. Tiene tres vías, pero solo las de la Línea de Cintura dotadas de plataformas.
La estación de metro más próxima es Olaias, no la de Chelas.

## Transportes Urbanos en Chelas
Autobuses:
- 730 Picheleira ⇄ Picoas vía Sapadores
- 720 Picheleira ⇄ Alcântara vía Marqués de Pombal
- 794 Sur y Sudeste ⇄ Estación del Oriente vía Chelas

- Datos: Q801110
- Multimedia: Chelas train station / Q801110